# Gewässerschutzbeauftragter
Ein Gewässerschutzbeauftragter oder Betriebsbeauftragter für Gewässerschutz ist nach dem deutschen Wasserhaushaltsgesetz (WHG) von jedem Gewässernutzer zu bestellen, der an einem Tag mehr als 750 Kubikmeter Abwasser einleiten darf. Die zuständige Behörde kann zudem auch in anderen Fällen die Ernennung eines Gewässerschutzbeauftragten anordnen.
Der Gewässerschutzbeauftragte berät den Gewässernutzer und die Betriebsangehörigen in Angelegenheiten, die für den Gewässerschutz bedeutsam sein können. Seine Rechte und Pflichten, sind in §§ 64 bis 66 WHG bestimmt. Die zuständige Behörde kann im Einzelfall die im WHG genannten Aufgaben konkretisieren, erweitern oder einschränken.

## Aufgaben
Der Gewässerschutzbeauftragte ist, soweit die zuständige Behörde keine anderweitigen Regelungen trifft, berechtigt und verpflichtet,
1. die Einhaltung von Vorschriften, Nebenbestimmungen und Anordnungen im Interesse des Gewässerschutzes zu überwachen,
2. auf die Anwendung geeigneter Abwasserbehandlungsverfahren hinzuwirken,
3. auf die Entwicklung und Einführung von innerbetrieblichen Verfahren zur Vermeidung oder Verminderung des Abwasseranfalls nach Art und Menge sowie von umweltfreundlichen Produktionen hinzuwirken
4. die Betriebsangehörigen über die in dem Betrieb verursachten Gewässerbelastungen sowie über die Einrichtungen und Maßnahmen zu ihrer Verhinderung unter Berücksichtigung der wasserrechtlichen Vorschriften aufzuklären.

Der Gewässerschutzbeauftragte erstattet dem Gewässernutzer jährlich einen schriftlichen Bericht über die getroffenen und beabsichtigten Maßnahmen.

## Zusammenhang mit anderen Betriebsbeauftragten
Ist im Unternehmen ein Immissionsschutzbeauftragter oder ein Abfallbeauftragter zu bestellen, so kann dieser auch die Aufgaben und Pflichten eines Gewässerschutzbeauftragten wahrnehmen. Wer zum Gewässerschutzbeauftragten bestellt wird, muss die nötige Fachkunde und Zuverlässigkeit besitzen. Die Aufgabe kann auch einem dafür qualifizierten Externen übertragen werden.